# アルバート・オルトマンス
アルバート・オルトマンス（Albert Oltmans、1854年11月19日 - 1939年6月12日）は、オランダ出身のアメリカ・オランダ改革派教会の来日宣教師である。

## 生涯
1854年にオランダのフローニンゲン州ザイドブルクで生まれた。1869年にアメリカ合衆国のミシガン州グランドラピッズに移住した。1877年に高校卒業後にアメリカ・オランダ改革派教会のホープカレッジに入学した。1883年にニュージャージー州のニューブラウンズウィック神学校へ入学する。オルトマンスはヘンリー・スタウトの要請により長崎での男子校を発展させるために日本に派遣されることになった。
1886年9月23日にオルトマンス夫妻は神戸に着いた。1886年10月16日に長崎に入った。1886年9月にスティール・メモリアル・アカデミー（東山学院）を開校させて、初代校長を務めた。
1902年に明治学院に招聘されて、長崎から東京に移動した。1925年まで明治学院神学部教授を務めた。1892年に、ジェームス・ランジング・アメルマンが帰国し、グイド・フルベッキが1898年に死去したので、代わりに、旧約聖書神学、旧約歴史、旧約釈義などを担当した。1920年に井深梶之助が総理を辞任すると、総理事務取扱に就任した。
1923年9月の関東大震災によりフェリス女学院が被災し、校長ジェニー・カイパーが殉職する。アルトマンスは一時的にフェリス女学院の臨時校長を兼務する。
またハンセン病患者の救済活動に力を注ぎ、社会法人好善社の理事を引きついた。1926年に明治学院を引退する。引退後は、ニューヨーク市に本部がある東洋らい病救済協会の活動に参加し、日本、台湾、朝鮮、中国の診療所を訪問しハンセン病患者救済を続けた。1930年に宣教師の職を辞してアメリカ合衆国に帰国した。
息子が明治学院中等部の教師になると、一緒に再来日する。1939年日本で死去した。明治学院と日本基督教会の合同葬で明治学院チャペルで葬儀が行われた。白金瑞聖寺に葬られた。